# Herrera de Alcántara
Herrera de Alcántara település Spanyolországban, Cáceres tartományban. Herrera de Alcántara Castelo de Vide, Castelo Branco, Cedillo, Valencia de Alcántara és Santiago de Alcántara községekkel határos. Lakosainak száma 224 fő (2024).

## Népesség
A település népessége az elmúlt években az alábbi módon változott:
| Lakosok száma | 312  | 295  | 293  | 285  | 275  | 275  | 273  | 253  | 230  | 224  |
|               | 2001 | 2004 | 2006 | 2009 | 2011 | 2014 | 2016 | 2019 | 2021 | 2024 |